# 別爾科濟夫卡
49°36′25″N 31°14′37″E / 49.60694°N 31.24361°E
貝爾科濟夫卡（烏克蘭語：Беркозівка）是位於烏克蘭中部的村莊，由切爾卡瑟州切爾卡瑟區的斯泰潘齊市鎮負責管轄。該村始建於十八世紀，面積2.97平方公里，海拔高度150米，2007年人口565，人口密度每平方公里190人。